# Norops alvarezdeltoroi
Norops alvarezdeltoroi este o specie de șopârle din genul Norops, familia Polychrotidae, ordinul Squamata, descrisă de Nieto Montes De Oca 1996. Conform Catalogue of Life specia Norops alvarezdeltoroi nu are subspecii cunoscute.